# Meme (departament)
Departament Meme – departament w Regionie Południowo-Zachodnim w Kamerunie ze stolicą w Kumba. Na powierzchni 3 105 km² żyje około 300,1 tys. mieszkańców.